# 베트남의 고속도로

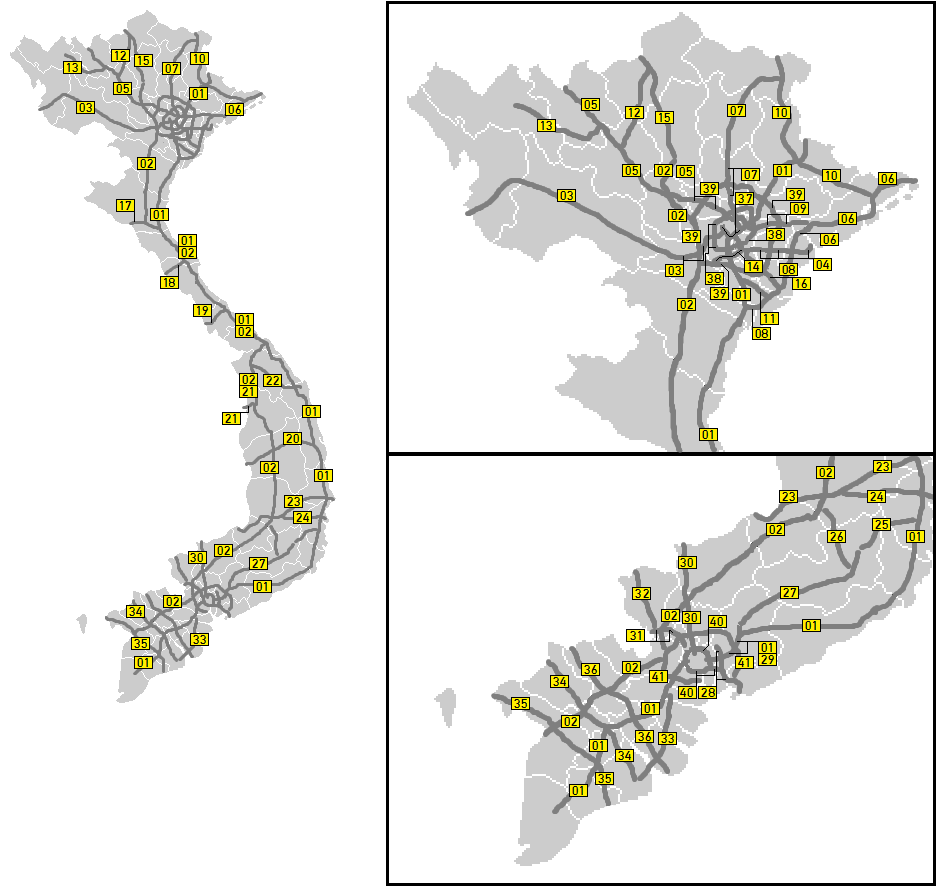
베트남의 주요 고속도로 노선망

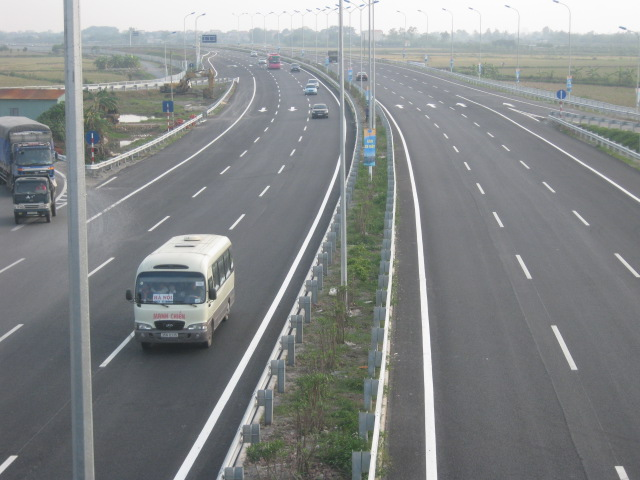
남북고속도로의 일부분, 하노이-닌빈 고속도로

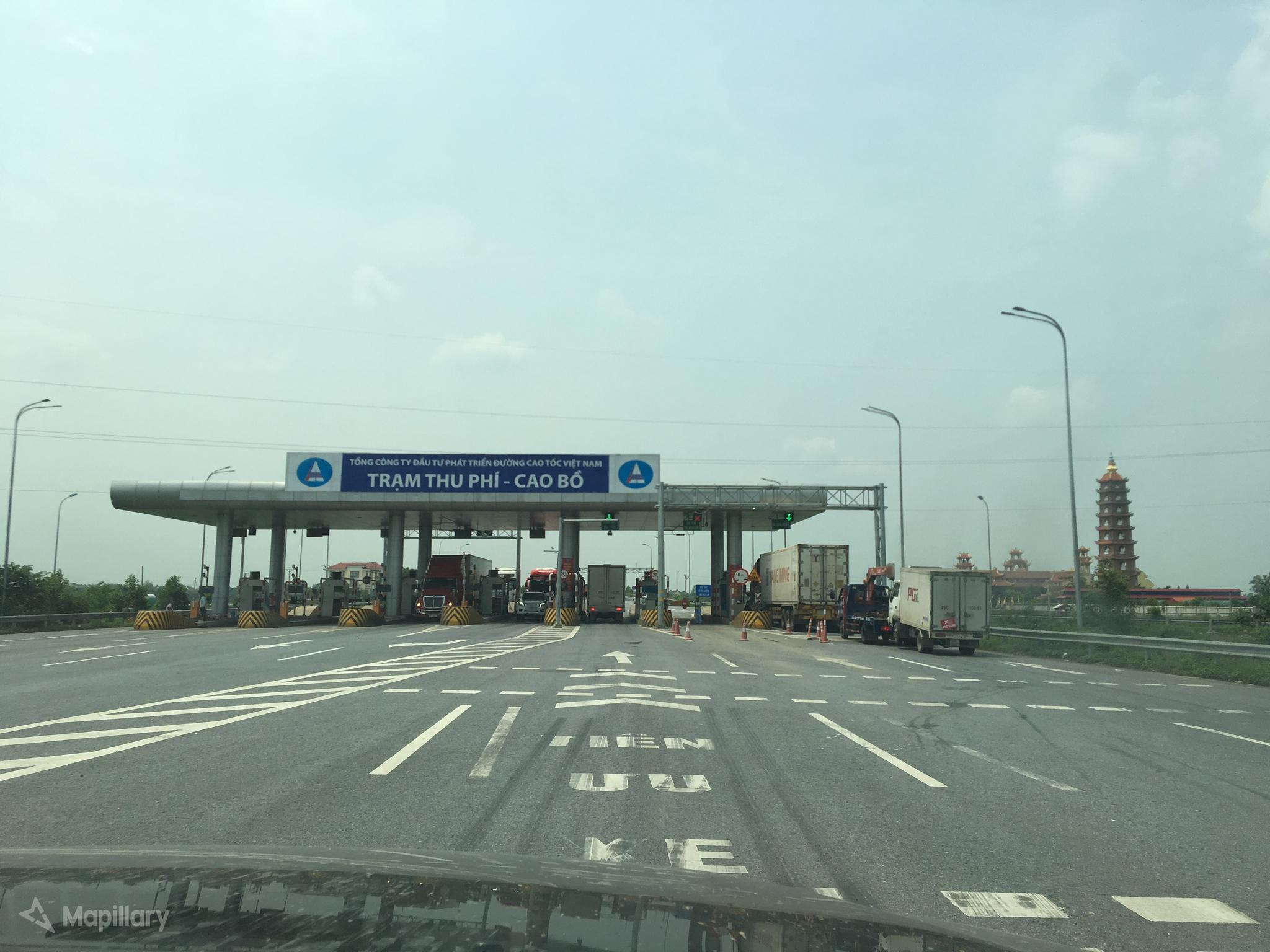
호알르의 모 요금소

베트남의 고속도로 안내판

베트남의 고속도로(베트남어: Hệ thống đường cao tốc Việt Nam, Expressways of Vietnam)는 전체 총 연장 1,276km로, 아시안 하이웨이 16호선 전체 구간과 비슷한 길이를 가진 고속도로 노선망이다. 한국으로 따지자면 한국도로공사가 관리하는 고속도로 노선망과 거의 유사하다. 그리고 2030년을 목표로 총 연장을 7,000 km까지 늘릴 계획에 있는 것으로 보인다. 그래서 베트남은 경제 속도가 매우 더딘 상태가 지속되면서 고속도로는 2000년대 중반이 되어야 뒤늦게 등장하게 되었던 것으로 보이게 된다. 고속도로 노선은 총합 22개의 노선을 보유하고 있다. 대표적인 고속도로 노선으로는 남북고속도로가 있다.

## 같이 보기
- 베트남의 국도
- 고속도로